# 原田健二 (俳優)
原田 健二（はらだ けんじ、1978年5月7日 - ）は、日本の俳優である。身長173cm。血液型O型。JOY MAKER所属。長野県東筑摩郡明科町（現・安曇野市）出身。

## 来歴・人物
長野県松本深志高等学校、日本大学芸術学部卒業。
1997年、第10回「ジュノン・スーパーボーイ・コンテスト」審査員特別賞受賞。1998年、『アンドロメディア』で役者デビュー。
特技はサッカーで、もし役者になっていなかったらサッカー選手になりたかったと語っている。

## 出演

### 映画
- アンドロメディア（1998年、松竹、監督:三池崇史） - ユウ 役
- ドリームメーカー（1999年、東映、監督:菅原浩志） - 森真一 役
- およう（2002年、松竹、監督:関本郁夫） - 村岡 役
- バトル・ロワイアルII 鎮魂歌（2003年、東映、監督:深作欣二） - 城直輝 役
- いつかA列車に乗って（2003年、シネマ・クロッキオ、監督：荒木とよひさ）
- 頭文字D THE MOVIE（2005年、ギャガ・コミュニケーションズ、監督:劉偉強・麥兆輝）
- Strange Circus 奇妙なサーカス（2005年、東宝、監督:園子温）
- 20世紀少年 最終章「ぼくらの旗」（2009年、東宝、監督:堤幸彦）

### テレビドラマ
- L×I×V×E（1999年、TBS） - 和田誠二 役
- 悪いオンナ「シャッフル」（2000年、TBS）
- らぶ・ちゃっと 最終章スペシャル「天国からのメッセージ」（2000年、フジテレビ）
- 女と愛とミステリー（テレビ東京）
  - 森村誠一サスペンス 人間の証明 2001（2001年） - 郡恭平 役
  - 内田康夫サスペンス 信濃のコロンボ（3） 信濃の国殺人事件（2003年） - 木下真司刑事 役
- 最悪（2001年、BS-i） - 野村和也 役
- ドラマDモード・ルージュ（2001年、BS2・NHK） - 福間圭 役
- 金曜時代劇・五瓣の椿（2001年、NHK） - 利助 役
- 恋のから騒ぎドラマスペシャル Love Stories II「ひきこもりの女」（2005年、日本テレビ）
- CAとお呼びっ!（2006年、日本テレビ）
- 金曜プレステージ 新宿の母物語（2006年、フジテレビ） - 飯塚誠 役
- オリジナルドラマシアター　恋のパラドラ 第8話「バレンタインデーの贈り物」（2008年、goo）
- BOSS 第9話（2009年、フジテレビ） - 柏原直人 役
- LOVE GAME 第12話（2009年、読売テレビ） - 大野洋平 役
- ドラマ10 離婚同居（2010年、NHK） - 一ノ瀬孝一 役
- 秘密諜報員 エリカ 第6話（2011年、読売テレビ） - 川瀬充 役
- 相棒 season15 第2話(2016年、テレビ朝日)　-　野中樹生　役

### Vシネマ
- 麻雀王子　(2010年)　-城島彰 役
- ブレイブX 極道十勇士（2017年） - 朝霧新三 役

### バラエティ
- 世界ウルルン滞在記・ボリビア篇（2000年、毎日放送）

### 劇場アニメ
- ジョバンニの島（2014年） - 村人 役

### ゲーム
- デスカムトゥルー（2020年） - 警察官 役[1]

### CM
- NTTコミュニケーションズ「市外通話」（2000年）
- NTT DoCoMo東海「若者」編」（2001年）
- アサヒ飲料「WONDA 席朝族」（2005年）
- サントリー「モルツ」（2006年）
- KDDI「Human Message」（2007年 - 2008年）
- ディック「I am a HERO.」（2008年）
- コーワ「新キャベ2コーワ」（2008年）
- Canon「PIXUS」（2010年）
- 日清製粉「日清ミュージアム」　(2013年)
- タカラトミー「JOUJOU」 （2015年)
- プルデンシャル生命保険　（2015年）
- Esola 池袋　（2015年)
- オリエンタルランド「東京ディズニーランド」　(2015年)
- UR都市機構　(2015年)
- 神田屋鞄製作所　(2016年)
- サウジアラムコ　（2016年)
- 花王「サクセス　薬用シャンプー」　（2016年)
- Kowa「キャベジンコーワa」　(2016年)
- DNP「紹介ムービー」　（2019年)
- 八幡屋磯五郎「おいしいのは、マヨネーズです　家庭篇」　(2019年)
- 日本経済社「世界を変えよう。バリューサーチ篇」　(2019年)
- パナソニック「防災設備　毎日が備える日 4月篇」 (2020年)
- パナソニック「防災設備　毎日が備える日 6月篇」 (2020年)

### PV
- ルフト・メディカルケア (2016年)
- GLAY「HEROES」 (2017年)
- ゴスペラーズ「クリスマス・クワイア」(2019年)
- 鈴鹿サーキット「レーシングシアター」 メインレーサー役
- J9entertainment 「星降る夜空に願いを込めて」 Ryo

### 舞台
- 劇団創立10周年記念・第19回公演「空よりも遠くへ…」（2005年、Human b.）
- アロッタファジャイナ番外公演　クリスマス、愛の演劇祭「スノー・グレーズ」（2007年、渋谷ギャラリールデコ）
- 643ノゲッツー「ボンバー・ガール」（作・演出：ひがしじゅんじ、2008年6月、浅草アドリブ小劇場）

### その他
- 神田屋鞄製作所「ランドセルカタログ2017」　（2016年)
- 神田屋鞄製作所「ランドセルカタログ2018」　（2017年)
- 長野県安曇野警察署 一日警察署長　（2018年)
- パナソニック「LED照明器具」カタログ・WEB　スチール出演　(2018年)
- 神田屋鞄製作所「ランドセルカタログ2019」　（2018年)
- 神田屋鞄製作所「ランドセルカタログ2020」　（2019年)
- ロバート秋山「クリエイターズ・ファイル」　コメンテーター役、はらやん役（2019年、2022年)
- 総務省 情報通信研究機構「NICT」VP　(2022年)